# Estadio Municipal de Chapín
El Estadio Municipal de Chapín es el estadio más representativo del Complejo Deportivo Chapín, situado en el sur de Jerez de la Frontera (Andalucía, España). Es el estadio del Xerez CD y del Xerez DFC, equipos de fútbol de Jerez de la Frontera.
En 1988 fue inaugurado con un partido entre el Xerez CD y el Real Madrid CF, con la intención de reemplazar al antiguo Estadio Domecq que fue derribado ese mismo año. En 2002 fue reformado completamente para albergar los Juegos Ecuestres Mundiales de 2002. Tras la celebración de este evento, el estadio volvió a ser adaptado para acoger otras disciplinas deportivas y otros diversos actos públicos, entre los que destacan el fútbol y el atletismo.
Un aspecto representativo del estadio es la ubicación de dos grandes edificios anexos. En una de sus esquinas, entre tribuna y fondo norte, se ubica uno de los hoteles de cuatro estrellas de B&B Hotels, con una terraza y habitaciones con vistas al interior del recinto, que en días de partido suben su precio. En la esquina opuesta, entre las secciones de preferencia y fondo sur, se encuentra emplazado un Centro de Alto Rendimiento, que sirve de apoyo al gran videomarcador del estadio.

## Historia

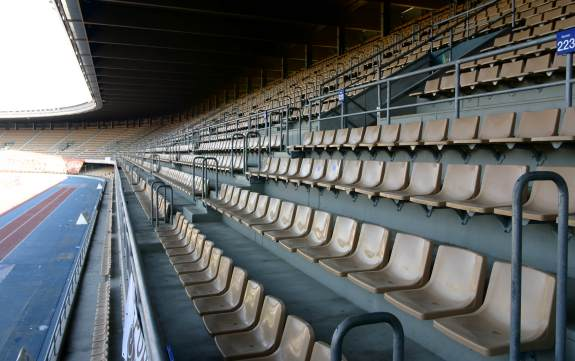
Interior del Chapín

Anteriormente a la construcción del estadio ya existía un hipódromo en la zona.
El Estadio Municipal Chapín de Jerez fue inaugurado el 28 de junio de 1988 con la I Reunión de Atletismo Ciudad de Jerez, el estadio aún no estaba completo del todo, ya que el fondo norte no estaba totalmente terminado.
El estadio original tenía la base del actual, pero no tenía visera en la totalidad de las gradas como actualmente, y las esquinas entre gradas se encontraban libres para facilitar el acceso directo desde el exterior a las pistas de atletismo. La capacidad era de 17 500 espectadores.

Distribución de los espectadores por zonas del Estadio:
- Tribuna: Graderío Alto: 2525; Graderío Bajo: 1413.
- Preferencia: Graderío Alto: 3545; Graderío Bajo: 1882.
- Fondo Norte. Graderío Alto: 3820; Graderío Bajo: 1498.
- Fondo Sur: Graderío Alto: 3887; Graderío Bajo: 1736.
- Antepalcos: 279.
- Palco presidencial: 157.
- Palcos vip: 23.
- 'Total asientos: 20 742.

En la prueba de 300 metros celebrada durante la III Reunión Internacional de Atletismo Ciudad de Jerez, celebrada en Chapín el 3 de septiembre de 1990, fue batido el récord del mundo por dos atletas, el cubano Roberto Hernández y el estadounidense Danny Everett, que en la misma carrera hicieron el mismo tiempo (31,48 segundos). Esta marca estuvo vigente como récord del mundo durante 10 años, hasta que el estadounidense Michael Johnson realizó una marca de 30,85 segundos.
Con motivo de la celebración de los Juegos Ecuestres Mundiales de 2002 el estadio experimentó una importante remodelación.

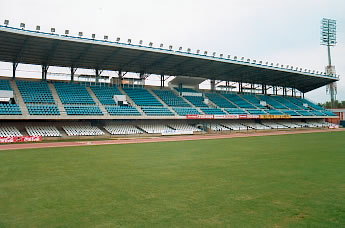
Estadio antes de la remodelación de 2002

Actualmente la instalación tiene capacidad para 20 523 espectadores, 23 palcos vip, un palco presidencial de 157 butacas, estando considerado por los técnicos especializados como uno de los mejores y más modernos de España y de Europa. Entre sus características podemos citar la comodidad de sus accesos, con 22 puertas, la amplitud de sus escaleras y pasillos internos, un ascensor que comunica el palco presidencial con el resto de los palcos y la salida (puerta 3) y el hecho de que todas las localidades estén protegidas por viseras estructurales.
El estadio cuenta en sus dependencias internas con siete vestuarios, dos salas de prensa, diez cabinas de retransmisión y diez ubicaciones para pupitres con conexión a la red, zona mixta, doscientas taquillas individuales y pista de calentamiento.

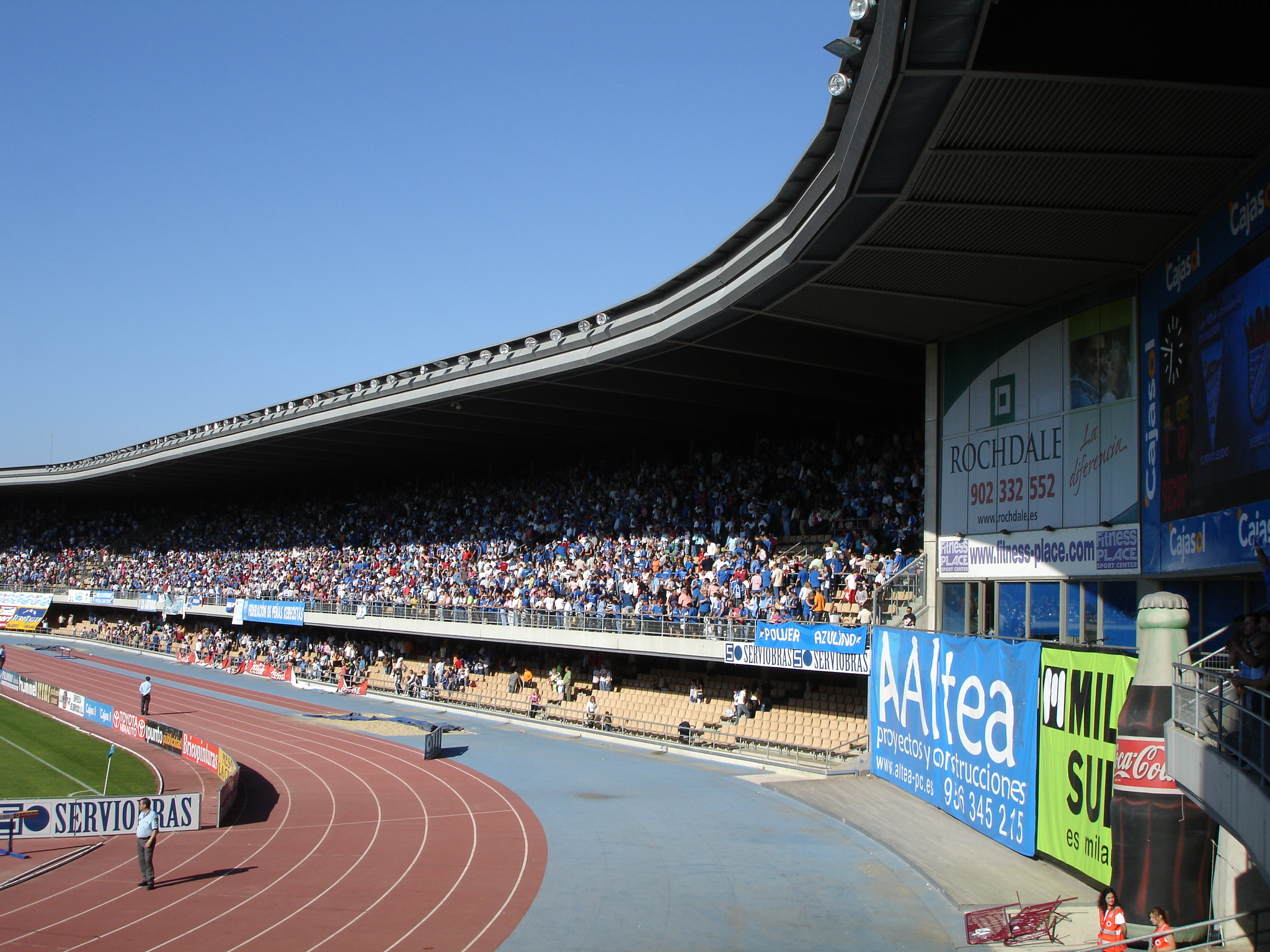
Grada

Asimismo, el Estadio Municipal Chapín cuenta con una Unidad de Control de Organización que posee numerosas cámaras de vigilancia interna en los accesos, con un espacio en la misma para controlar el videomarcador y la megafonía. A raíz de un acuerdo auspiciado por el Ayuntamiento de Jerez y el Xerez Club Deportivo, la Liga de Fútbol Profesional realizó obras de mejora de la seguridad interna y externa que han introducido los tornos en los accesos, megafonía exterior, telecomunicaciones entre los operarios durante los partidos, etc. El coste de estas obras de mejora asciende a dos millones de euros y fue asumido por LaLiga.

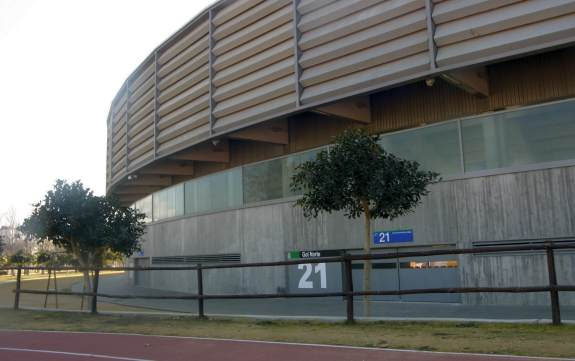
Accesos al estadio

Otro aspecto llamativo de la reforma del estadio, es la eliminación de las tradicionales torretas de luz, para poner un anillo de luces que está adherido a la cornisa interior de la cubierta del mismo. El recinto deportivo se completa con un campo de fútbol anexo, una pista de atletismo anexa, el Palacio Municipal de Deportes, una gran pradera hípica, un picadero cubierto y un picadero al aire libre.
Igualmente, dentro de la estructura del estadio se ubican el Hotel AC y el centro de alto rendimiento de Chapín, donde se ubica el Centro Municipal de Medicina del Deporte.
En 2009, con motivo de la celebración de los encuentros de Xerez CD en la Primera División, el estadio sufrió algunas remodelaciones en la zona de Tribuna, como cambiar las cabinas de prensa a la grada baja, dejando la zona superior para asientos, y la instalación de unas gradas supletorias bajo las nuevas cabinas, eliminadas para la temporada 2010/11.
La Fundación Real Madrid abrió en 2013 una escuela en las instalaciones.
En 2018 se acometen arreglos en las instalaciones, algo obsoletas, como el videomarcador.

## Eventos deportivos celebrados
Ha sido sede del encuentro amistoso entre la selecciones de fútbol de España y Alemania, en 1995, con un resultado de empate a cero. En diciembre de 2007 se jugó un amistoso entre las selecciones de Andalucía y Zambia, con un resultado de 4 a 1.
El estadio municipal de Chapín es frecuentemente usado para celebrar otros eventos deportivos aparte de los partidos de fútbol de los equipos de la ciudad. El complejo fue la sede de los IV Juegos Ecuestres Mundiales de 2002.

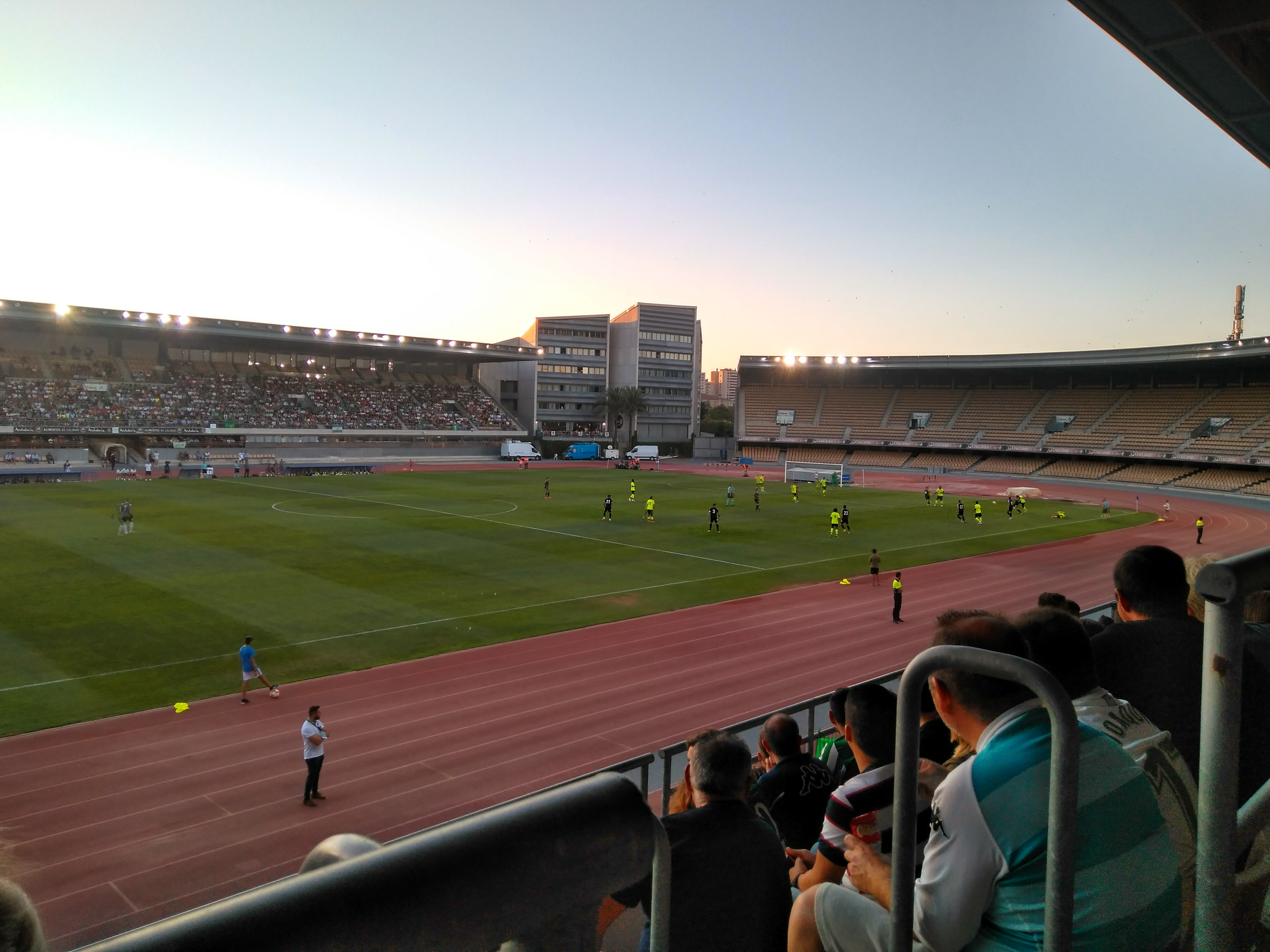
Partido internacional de fútbol entre el Real Betis y Lille

También destaca como sede para numerosas citas de atletismo. Ha sido sede de las siguientes pruebas:
| Fecha                      | Prueba                                    |
| 28 de junio de 1988        | I Reunión Internacional Ciudad de Jerez   |
| 13 de septiembre de 1989   | II Reunión Internacional Ciudad de Jerez  |
| 2 al 3 de junio de 1990    | Copa de Europa de Clubes - Final A        |
| 10 al 12 de agosto de 1990 | Campeonato de España Absoluto             |
| 3 de septiembre de 1990    | III Reunión Internacional Ciudad de Jerez |
| 1 al 2 de junio de 1991    | Copa de Europa de Clubes - Final A        |
| 2 al 3 de agosto de 2003   | Campeonato de España Absoluto             |
| 24 de junio de 2008        | Gran Premio de Andalucía Ciudad de Jerez  |

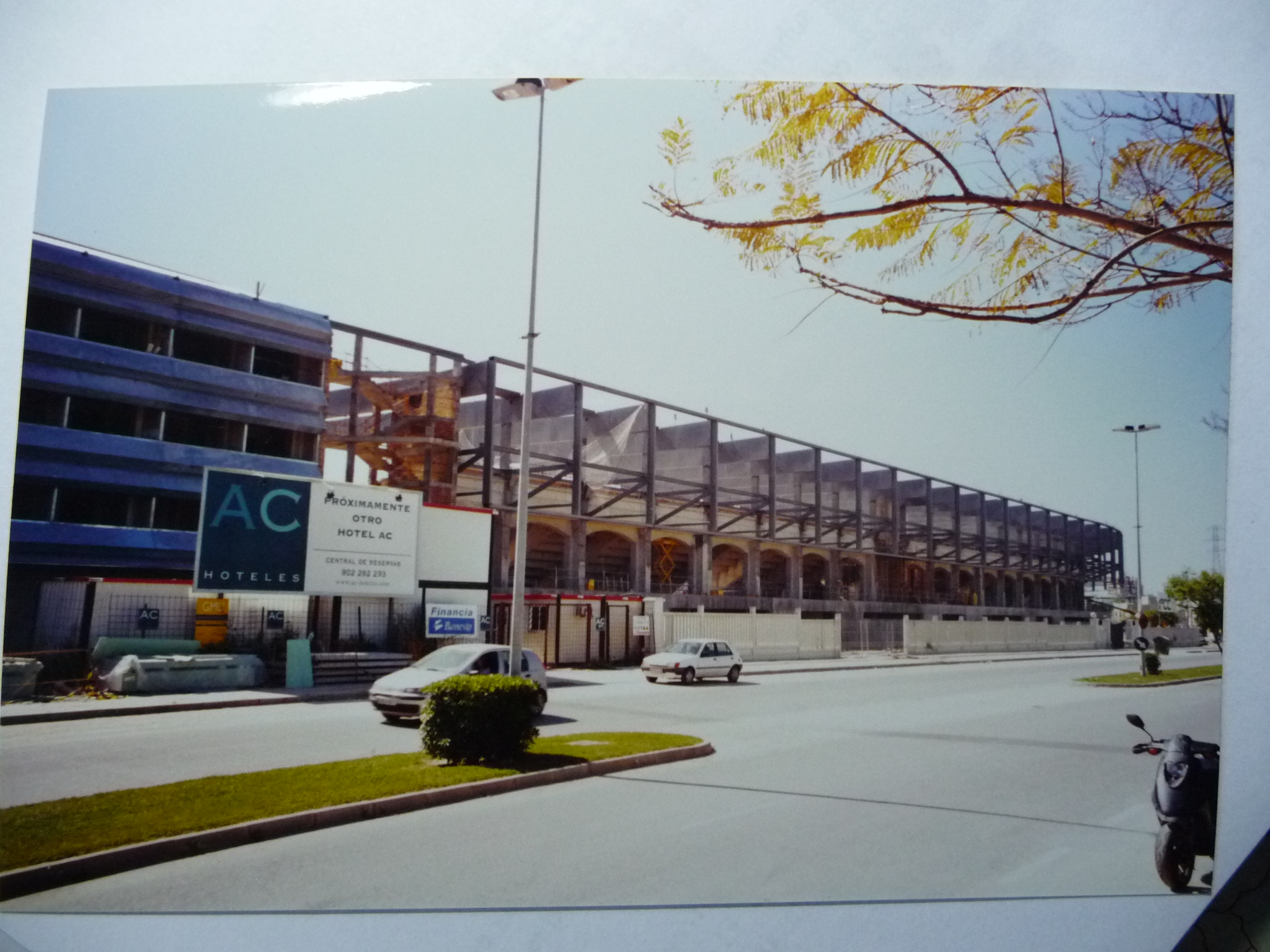
Estadio en obras

En el verano de 2007, el pabellón de deportes, en el mismo recinto, fue sede del partido amistoso entre las selecciones de baloncesto de España y Venezuela.
En verano de 2009 fue una de las cuatro sedes de la Copa de la Paz, junto a Sevilla, Málaga y Huelva.
En la temporada 2009/10, fue uno de los estadios que albergaba partidos de Primera División de fútbol, aunque solo fue durante una temporada, luego hasta la temporada 2012/13 albergó partidos de Segunda División de fútbol.
En diciembre de 2021, la Copa del Rey volvería al Municipal de Chapín de la mano del Xerez DFC en un partido contra el CD Leganés, en el que el conjunto jerezano caería derrotado por 1-2.

## Otros eventos
Otros eventos lejos de lo deportivo también son celebrados frecuentemente en el complejo municipal. Es asidua la celebración de conciertos en el estadio, como Dos pájaros de un tiro de Sabina y Serrat en 2007, el grupo mexicano RBD con su gira Celestial o Bob Dylan en 2008. También suele usarse para la celebración del Festival de la Bulería de Jerez. El pabellón de deportes anexos suele ser utilizado para conciertos menos multitudinarios como el de Antonio Orozco en 2008 u otros eventos.

## Oficinas

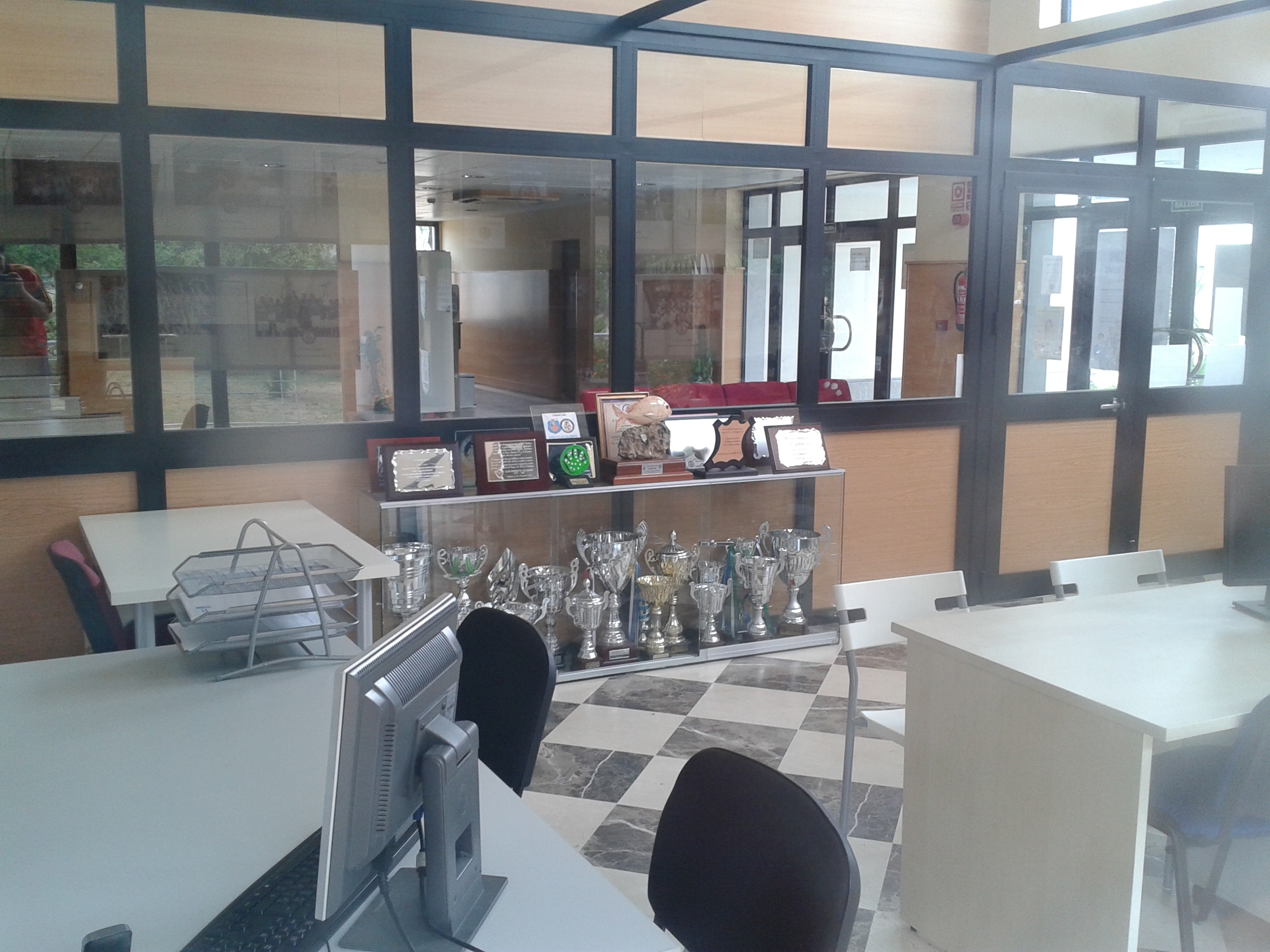
Oficinas del edificio 2002

El estadio dispone de habitáculos en su interior así como un edificio anexo con oficinas.

## Accesos
El estadio está bien comunicado, los medios de transporte más utilizados son:
- Ferrocarril, la estación de Jerez de la Frontera se encuentra a unos 15 minutos a pie del recinto deportivo de Chapín.
- Autobús urbano, la línea 5 de COJETUSA hace parada junto al estadio, en la glorieta de las Olimpiadas. Los días de partido hay autobuses especiales de refuerzo desde diversos puntos de la ciudad.
- Coche, el acceso más cómodo y rápido desde el norte de Jerez, al estar cerca de uno de los principales accesos a la ciudad. El estadio cuenta con un aparcamiento, además de muchas plazas de aparcamiento en los alrededores.